# 武蔵野文化協会
武蔵野文化協会（むさしのぶんかきょうかい）は日本の文化団体。2010年現在の代表者は会長の坂誥秀一。

## 概要
日本における人類学および考古学の黎明期を代表する学者である鳥居龍蔵らによって1916年創設された武蔵野会（むさしのかい）を前身とする。会員は官庁の文化財・公園課
（井下清に続く）・博物館長・学芸員・大学・高校など教授・教員・カメラマンなど各業界の人々。主な活動は定期的（月１回）一般参加の例会による、歴史的旧跡案内。学芸員による解説が行われる。鳥居龍蔵時代から続いた文化普及活動である。「学問は野にあり、山にある」という生涯フィールド・ワークに徹した鳥居の教えに由来。機関誌は『武蔵野』（ISSN:0914-0514）。1918年7月7日の創刊号から途中中断はあったものの今日まで発行され続けている。会誌の頒布については「武蔵野頒布会」が行っている。組織内部は考古部会など複数の部会に分かれている。
武蔵野の自然、地理、歴史、考古学など多方面に渡る領域の研究論文が掲載されている。

## 発行物
- 機関誌「武蔵野」

## 著作物
- 東京都武蔵野郷土館調査報告書(1960年)
- 東京都遺跡調査・研究発表会(1992年)